# Adlan Amagov
Adlan Amagov (em russo:  Адлан Амагов (Grozny, Chechênia, 27 de agosto de 1986) é um lutador russo de artes marciais mistas, atualmente compete no Peso Meio Médio.

## Cartel no MMA
| Cartel no MMA   |             |            |
| 16 lutas        | 13 vitórias | 2 derrotas |
| Por nocaute     | 8           | 1          |
| Por finalização | 0           | 1          |
| Por decisão     | 5           | 0          |
| Empates         | 1           | 1          |

| Res.    | Cartel | Oponente                 | Método                                     | Evento                                              | Data       | Round | Tempo | Local                              | Notas                    |
| ------- | ------ | ------------------------ | ------------------------------------------ | --------------------------------------------------- | ---------- | ----- | ----- | ---------------------------------- | ------------------------ |
| Vitória | 14-2-1 | Dirlei Broenstrup        | Finalização(armlock)                       | Plotforma S-70 7th                                  | 21/08/2016 | 1     | 2:18  | Rússia Sochi, Krasnodar Krai,      | Meio Pesado Retorno.     |
| Vitória | 13-2-1 | TJ Waldburger            | Nocaute (socos)                            | UFC 166: Velasquez vs. dos Santos III               | 19/10/2013 | 1     | 3:00  | Houston, Texas                     |                          |
| Vitória | 12-2-1 | Chris Spång              | Decisão (unânime)                          | UFC on Fuel TV: Mousasi vs. Latifi                  | 06/04/2013 | 3     | 5:00  | Estocolmo, Sudermânia              | Estréia nos Meio Médios. |
| Vitória | 11-2-1 | Keith Berry              | Nocaute Técnico (chute no joelho & socos)  | Strikeforce: Rousey vs. Kaufman                     | 18/08/2012 | 1     | 0:48  | San Diego, California              |                          |
| Derrota | 10-2-1 | Robbie Lawler            | Nocaute Técnico (joelhada voadora & socos) | Strikeforce: Rockhold vs. Jardine                   | 07/01/2012 | 1     | 1:48  | Las Vegas, Nevada                  |                          |
| Vitória | 10-1-1 | Anthony Smith            | Nocaute (socos)                            | Strikeforce Challengers: Britt vs. Sayers           | 18/11/2011 | 1     | 2:32  | Las Vegas, Nevada                  |                          |
| Vitória | 9-1-1  | Ronald Stallings         | Decisão (dividida)                         | Strikeforce Challengers: Voelker vs. Bowling III    | 22/07/2011 | 3     | 5:00  | Las Vegas, Nevada                  | Estréia nos Médios.      |
| Vitória | 8-1-1  | Evgeny Erokhin           | Nocaute Técnico (chute na cabeça e socos)  | Draka - Governor's Cup 2010                         | 18/12/2010 | 1     | 2:28  | Khabarovsk, Khabarovsk Krai        |                          |
| Vitória | 7-1-1  | Aleksandar Radosavljevic | Nocaute Técnico (corte)                    | ProFC - Union Nation Cup 8                          | 01/10/2010 | 2     | 2:10  | Odessa, Odessa Oblast              |                          |
| Empate  | 6-1-1  | Attila Vegh              | Empate (unânime)                           | APF - Azerbaijan vs. Europe                         | 22/05/2010 | 3     | 5:00  | Baku, Baku region                  |                          |
| Vitória | 6-1    | Shamil Tinagadjiev       | Decisão (unânime)                          | ProFC - Commonwealth Cup                            | 23/04/2010 | 2     | 5:00  | Moscow, Moscow Oblast              |                          |
| Vitória | 5-1    | Denys Liadovyi           | Nocaute Técnico (socos)                    | ProFC - Union Nation Cup 5                          | 13/02/2010 | 1     | 2:58  | Nalchik, Kabardino-Balkar Republic |                          |
| Vitória | 4-1    | Maskhat Akhmetov         | Nocaute (chute rodado)                     | ProFC - Union Nation Cup 4                          | 19/12/2009 | 1     | 0:17  | Rostov-on-Don, Rostov Oblast       |                          |
| Vitória | 3-1    | Gadzhimurad Antigulov    | Nocaute (socos)                            | ProFC - Union Nation Cup 2                          | 25/09/2009 | 1     | 4:05  | Rostov-on-Don, Rostov Oblast       |                          |
| Vitória | 2-1    | Besiki Gerenava          | Decisão (unânime)                          | ProFC - President Cup                               | 25/10/2008 | 3     | 5:00  | St. Petersburg, Leningrad Oblast   |                          |
| Vitória | 1-1    | Ansar Chalangov          | Decisão (unânime)                          | Perm Regional MMA Federation - MMA Professional Cup | 25/04/2008 | 2     | 5:00  | Perm, Perm Krai                    |                          |
| Derrota | 0-1    | Oleksiy Oliynyk          | Finalização (ezekiel choke)                | Perm Regional MMA Federation - MMA Professional Cup | 23/11/2007 | 1     | 1:00  | Perm, Perm Krai                    |                          |